# Famille Creuzé
La famille Creuzé est une des grandes familles françaises, elle est originaire du Poitou.

## Historique
La famille Creuzé est originaire du Poitou et plus précisément de Châtellerault où entre 1600 et 1840, à Châtellerault, elle occupe une situation de premier plan dans la Haute bourgeoisie de cette ville. La fidélité au protestantisme confine certaines branches dans une situation bourgeoise que le négoce, puis la banque, permettent cependant de placer au premier plan politique et économique au XIXe siècle, tant à Châtellerault que sur le plan national. La conversion au catholicisme, elle, assure en revanche, aux mêmes échelles, la possibilité d'obtenir des charges dans la robe et de contracter des alliances nobles à la fin du XVIIIe siècle.
Pierre-Michel Creuzé de Lesser (1722-1786) se fixe à Paris. Il y devient payeur des rentes de l'Hôtel de ville de Paris et obtient en 1773 l'office de secrétaire du roi en la chancellerie près du Parlement de Paris. Son fils, Auguste Creuzé de Lesser (1771-1839), est créé baron par lettres patentes du 28 mai 1818.
Adrien Creuzé (1845-1919) issue d'une branche fidèle au protestantisme jusqu'au tout début du XIXe siècle fut de manière amusante créé comte romain par le pape Léon XIII.

## Personnalités
- Pierre Creuzé (1560-1615), maire de Châtellerault de 1609 à 1612.
- Michel-Pascal Creuzé-Dufresne (1736-1804), avocat, maire de Poitiers, conventionnel non-régicide, membre du Conseil des Anciens.
- Jacques Antoine Creuzé-Latouche (1749-1800), économiste, lieutenant général de la sénéchaussée de Châtellerault, député aux États généraux de 1789, conventionnel ayant refusé de voter la mort du roi, membre du Comité de salut public, président du Conseil des Anciens et du Conseil des Cinq-Cents, membre de la Commission intermédiaire[Laquelle ?] et du Sénat conservateur, membre de l'Institut de France.
- Le baron Auguste Creuzé de Lesser (1771-1839), homme de lettres, député et préfet.
- Robert-Auguste Creuzé (1779-1842), maire de Châtellerault de 1816 à 1821, député royaliste de la Vienne de 1820 à 1830. Il a participé à la création de la Manufacture d'armes de Châtellerault, chevalier de la Légion d'honneur
- Philippe Jules Creuzé (1804-1868), banquier et entrepreneur de la manufacture d'armes de Châtellerault, président du tribunal de commerce.
- Le comte Adrien Creuzé (1845-1919), banquier et député monarchiste de la Vienne de 1885 à 1889.
- Le baron Édouard Creuzé de Lesser (1883-1967), officier, tireur sportif.
- Le comte Robert Creuzé né en 1945 général de Corps d'Armée Aérien, commandeur de la Légion d'honneur

## Héraldique
- Armes ancienne : d'azur à un chevron d'or, accompagné en pointe d'un bras d'argent issant du côté séne stre et tenant une épée en pal aussi d'argent ; au chef cousu de gueules chargé de deux ET de forme antique d'or.[1]
- Armes modernes (branche de Lesser - 1818) : au 1 d'azur à une tour crenelée, contremurée d'argent, ouverte et maçonnée de sable, accostée de deux branches de chêne d'argent ; au 2 de gueules à un cheval ailé d'or, contourné et couché sur une terrasse de sinople.[1]